# Gideon Toury
Gideon Toury, född 6 juni 1942, död 4 oktober 2016, var en israelisk översättningsforskare och professor i poetik, jämförande litteratur och översättningsstudier vid Tel Avivs universitet, där han innehade M. Bernsteins professur i översättningsvetenskap. Gideon Toury var en pionjär inom deskriptiva översättningsstudier.
Gideon Toury föddes i Haifa, som första barnet till historikern Jacob Toury (1915–2004) och hans fru Eva. Han avslutade gymnasiet på Reali School i Haifa 1960. Efter gymnasiet gjorde han militärtjänst i Nahalbrigaden och som en del av sin utbildning skickades han till en kibbutz för att hjälpa till med jordbruket. Han bodde där i sex år och redigerade mot slutet kibbutzens tidning och organiserade kulturevenemang. Denna erfarenhet hjälpte honom att få arbete på en barntidning, där han gjorde sina första översättningar, och senare som redaktör för den hebreiska versionen av Popular Photography.
Han avlade examen i hebreiska vid Tel Avivs universitet 1970 och doktorerade i litteraturteori vid samma universitet 1977 med avhandlingen Translational Norms and Literary Translation in Hebrew, 1930-1945. 1980 fick han Hans Christian Andersen-priset för sin översättning till hebreiska av C.S. Lewis The Voyage of the Dawn Treader (Berättelsen om Narnia: Kung Caspian och skeppet Gryningen). Han var den förste professorn i CETRA (Centre for Translation Studies), forskningsprogrammet i översättningsstudier skapat av Jose Lambert 1989. 1999 fick han hedersmedlemskap i Unescos ordförande för översättningsstudier vid Comenius universitet, Bratislava, Slovakien. År 2000 blev han hedersdoktor vid Middlesex University i London.
Från 1970 till 1983 arbetade han med bl.a. Itamar Even-Zohar i tidskriften Litteratur och 1989 grundade han Target, International Journal of Translation Studies som han senare var redaktör för. Han var också huvudredaktör för Benjamins Translations Library.  Han var också medlem av redaktionskommitéerna för tidskrifterna The Translator och Translation  Studies Abstracts.
Hans huvudsakliga forskning faller inom översättningsteori och deskriptiv översättningsvetenskap, med tonvikt på hebreisk bibelöversättningshistoria.
Enligt Toury finns det normativa och beskrivande översättningsstudier. Normativa angreppssätt syftar till att formulera regler som bör följas av alla som producerar en text av en viss typ. De fokuserar på att hitta de mest optimala eller korrekta lösningarna. Deskriptiva ansatser handlar om att undersöka befintliga texter och beskriva reglerna som de verkar följa.
Han lanserade termen "översättningsnormer", som beteckning för de dolda regler som följs av majoriteten översättare och kan studeras genom observation av faktisk översättning. De ska inte förstås inte som allmänt föreskrivande regler utan som normer som är specifika inom ett sammanhang. Översättningsnormer förändras med tiden och skiljer sig åt mellan olika kulturer, varför översättningar hela tiden förändras.

## Publikationer
Gideon Toury har publicerat tre böcker, ett antal redigerade volymer och många artiklar på både engelska och hebreiska inom områdena översättningsteori och jämförande litteratur. Hans artiklar har också publicerats i översättning på många andra språk, och han var själv en aktiv översättare (med cirka 30 böcker och många artiklar på sin meritlista).
- - In Search of a Theory of Translation. Tel Aviv: The Porter Institute for Poetics and Semiotics, Tel Aviv University. 1980.
  - Descriptive Translation Studies and Beyond. Amsterdam/Philadelphia: John Benjamins. 1995.

### Redigerade böcker
- - Translation Theory: A Reader.Tel Aviv University: Dyonun. 1980.(English and Hebrew)
  - With Itamar Even-Zohar. Translation Theory and Intercultural Relations The Porter Institute for Poetics and Semiotics, Tel Aviv University. 1981.
  - Translation Across Cultures. New Delhi: Bahri Publications. 1987.
  - Introducing Translation Theory: Selected Articles. Tel Aviv University: Dyonun. 1991. 198 pp. (English and Hebrew)

### Redigerade tidskrifter
- - Target, International Journal of Translation Studies. Amsterdam: John Benjamins, 1989-. (with José Lambert.)
  - TRANSST: An International Newsletter of Translation Studies. 1987-. (with the help of José Lambert)

### Litterära översättningar till hebreiska
- Sheila Burnford. Den otroliga resan. 1970.
- John Masefield. The Midnight Folk. 1971.
- Francis Scott Fitzgerald. The Great Gatsby. 1974.
- Arthur Miller. Alla mina söner. 1976.
- Günter Grass. Katz und Maus. 1976.
- Ernest Hemingway. En fest för livet. (3 kap. )
- Ford Madox Ford. The Good Soldier. 1977.
- Clive Staples Lewis. Min morbror trollkarlen. 1978.
- Uwe Johnson. Zwei Ansichten. 1978.
- Clive Staples Lewis. The Dawn Treader's Voyage. 1979.
- Jerome David Salinger. Den skrattande mannen. 1979.
- Peter Handke. Die Angst des Tormanns beim Elfmeter. 1979.
- Beverly Cleary. Henry Huggins. 1979.
- Clive Staples Lewis. Prins Caspian. 1980.
- John Cheever. Falconer. 1981.
- Thomas Pynchon. Dödlighet och barmhärtighet i Wien. 1981.
- John Steinbeck. Månen är nere. 1981.
- Clive Staples Lewis. Hästen och hans pojke. 1982.
- Christiane Felscherinow. Wir Kinder vom Bahnhof Zoo. 1982.
- Clive Staples Lewis. Silverstolen. 1983.
- Mark Twain. En yankee vid kung Arthurs hov. 1983.
- Clive Staples Lewis. Den sista striden. 1984.
- Heinrich Böll. Das Vermächtnis. 1984.
- John Cheever. Bullet Park. 1985.
- Ernest Hemingway. För vem klocktullarna. 1986.
- Arthur Conan Doyle. The Lost World. 1986.
- Heinrich Mann. Szene. 1987.
- Thornton Wilder. San Luis Reys bro. 1988.
- Gert Hofmann: Auf dem Turm. 1991.
- Nevil Shute. Pied Piper. 1991.
- Heinrich Böll. Två noveller. 1993.
- Thomas Mann. Königliche Hoheit. 1994.
- Cormac McCarthy. Alla vackra hästar. 1995.